# Djédefrê
Djédefrê (ou Djidoufrâ), connu également sous la forme hellénisée de son nom Didoufri ou Rêdjédef, est un roi égyptien de la IVe dynastie, sous l'Ancien Empire. Manéthon le nomme Ratoises. Djédefrê régna aux alentours de 2550 avant notre ère, il succéda à son père Khéops, le constructeur de la Grande Pyramide de Gizeh, et précéda soit son frère ou demi-frère Khéphren, soit l'éphémère roi constructeur de la pyramide inachevée de Zaouiet el-Aryan, que certains chercheurs pensent être son fils Baka. Sa mère n'est pas connue avec certitude. Il fut le roi qui introduisit le titre royal Sa-Rê (signifiant « Fils de Rê ») et le premier à relier le nom de son cartouche au dieu soleil Rê. Il n'a laissé que peu de traces de son règne, d'autant plus éclipsé que placé entre les trois rois illustres de la dynastie, Khéops, Khéphren et Mykérinos. Son complexe funéraire est situé à Abou Rawash, au nord du Caire.

## Famille

### Ascendance
Djédefrê était un fils du roi Khéops et petit-fils du roi Snéfrou.
Sa mère n'est pas connue avec certitude.

### Épouses
Djédefrê eut au moins deux épouses :
- Hétep-Hérès II, sœur ou demi-sœur de Djédefrê, fille de Khéops et veuve de Kaouab Ier ;
- Khentetenka qui nous est connue par des fragments de statue dans le temple mortuaire d'Abou Rawash.

### Descendance
Les fils connus de Djédefrê sont :
- Setka, fils aîné de Djédefrê, connu d'une statue de scribe trouvée dans le complexe pyramidal de son père[3], potentiel roi ;
- Baka, connu grâce à une base de statue trouvée dans le temple mortuaire de Djédefrê, le représentant avec sa femme Hétep-Hérès[4] ;
- Hernet, connu grâce à une statue le représentant lui et sa femme[5] ;
- Nykaou-Djédefrê, enterré dans la tombe F15 à Abou Rawash ; il est possible qu'il n'était pas un fils de Djédefrê mais qu'il ait vécu plus tard et que son titre soit seulement honorifique[3].

Les filles connues de Djédefrê sont :
- Néferhétepès, connue grâce à un fragment de statue d'Abou Rawash[3] ;
- Hétep-Hérès III, mentionnée sur un fragment de statue[5].

## Règne
Le Canon royal de Turin lui attribue un règne de huit ans, mais l'année la plus élevée connue à laquelle on se réfère durant ce règne semble être l'année de son 11e recensement du bétail, date retrouvée sur la face inférieure d'une des poutres massives du bloc de toiture qui recouvrait les fosses à bateaux du sud de la pyramide de Khéops. Miroslav Verner note que dans les marques de maçon et les inscriptions de l'équipe de travail, « se trouvent exclusivement soit le nom de trône de Djédefrê, soit le nom d'Horus d'or ». Verner écrit que l'opinion académique actuelle concernant l'attribution de cette date à Djédefrê est contestée par les égyptologues : Rainer Stadelmann, Vassil Dobrev, Peter Jánosi le datent de Djédefrê alors que Wolfgang Helck, Anthony Spalinger, Jean Vercoutter et W.S. Smith attribuent cette date à Khéops en supposant que « le bloc plafond avec la date avait été amené sur le chantier du puits du bateau déjà au temps de Khéops et mis en position seulement sous le règne de Djédefrê" ».
Le chercheur allemand Dieter Arnold, dans un article de 1981 de MDAIK, a noté que les marques et les inscriptions des blocs de la fosse de Khéops semblent former une collection cohérente concernant les différentes étapes du même projet de construction réalisé par les équipes de Djédefrê. Verner souligne que ces marques et inscriptions concernent généralement la casse des blocs dans la carrière, leur transport, leur stockage et leur manipulation sur le chantier : « Dans ce contexte, l'attribution d'une seule inscription - et de surcroît la seule avec une date - sur tous les blocs de la fosse du bateau à une personne autre que Djédefrê ne semble pas très plausible ».
Verner note également que l'équipe franco-suisse qui a fouillé la pyramide de Djédefrê a découvert que la pyramide de ce roi était vraiment terminée sous son règne. Selon Vallogia, la pyramide de Djédefrê utilisait en grande partie un promontoire rocheux naturel qui représentait environ 45% de son noyau ; le côté de la pyramide faisait deux-cents coudées de long et sa hauteur 125 coudées. Le volume original du monument de Djédefrê était donc à peu près égal à celui de la pyramide de Mykérinos. Par conséquent, l'argument selon lequel Djédefrê a bénéficié d'un court règne parce que sa pyramide était inachevée est quelque peu discrédité. Cela signifie que Djédefrê a probablement gouverné l'Égypte pendant au moins onze ans si le recensement du cheptel bovin était annuel, ou vingt-deux ans s'il était bisannuel ; Verner, lui-même, soutient le chiffre plus court de onze ans et note que « les quelques monuments et documents laissés par Djédefrê ne semblent pas favoriser un très long règne » pour ce roi. 
Comme pour son père Khéops, peu de représentations du roi subsistent en dehors des fragments statuaires en quartzite retrouvés dans son temple cultuel accolé à sa pyramide. Certains voient en Djédefrê le même personnage que le fameux magicien Djédefhor du conte du papyrus Westcar bien qu'un personnage du même nom ait un mastaba aménagé sur le plateau de Gizeh. Dans ce conte célèbre de la littérature égyptienne antique, ce fils de Khéops fait venir à la cour le magicien Djedi qui, après un certain nombre de tours destinés à réjouir le cœur du roi, lui annonce sous forme de prédiction la naissance future de trois enfants mâles conçus par Rê et qui régneront sur le trône... mais ne sont pas de sa descendance. Cette prophétie est censée annoncer l'avènement de la Ve dynastie.
Ce qui est certain, c'est que Djedferê est le premier pharaon à porter le qualificatif de fils de Rê dans sa titulature et que le choix du site de sa pyramide rattache un peu plus encore son règne à la théologie héliopolitaine, car située en face de la ville du dieu soleil.
D'après l'égyptologue Vassil Dobrev, Djédefrê pourrait être le constructeur du sphinx de Gizeh dont le visage serait celui de son père Khéops.

## Monuments et statues
Au musée du Louvre à Paris, on trouve deux représentations du pharaon Djédefrê. Découvertes par Émile Chassinat dans le complexe funéraire de la pyramide de Djédefrê à Abou Rawash, entre 1900 et 1901, elles ne constituent aujourd'hui que des pièces partielles. En effet, aucune d'entre elles n'est complète : l'une dont il ne reste que des fragments et l'autre pouvant avoir eu à l'arrière un lion couché (représentant alors un sphinx, sous sa forme complète). Les deux statues sont datées entre 2565 et 2558 av. J.-C.
La première, la statue fragmentaire, ou statue humaine (si on prend en compte le fait que l'autre statue représente un sphinx), sous sa forme complète, représente le roi, assis, portant une couronne. Elle a été construite en ronde-bosse. Il est accompagné, à sa gauche, d'une statue agenouillée de son épouse Khentetenka, d'une taille plus petite que celle du roi en raison de l'utilisation par l'art égyptien de proportions hiérarchiques. À sa droite, au niveau de ses jambes, sur le piètement de son siège, se situe son cartouche royal. Le matériau utilisé est essentiellement le quartzite égyptien, donnant à la statue un teint rougeâtre. Le fragment du visage a appartenu un moment au collectionneur Maurice Nahman. Le Louvre l'a acquis par achat en 1909.
La deuxième, la tête de Djédefrê est constituée uniquement de la tête du roi, coiffé d'un némès. La tête a une hauteur de 28,5 cm, une largeur de 33,5 cm ainsi qu'une profondeur de 28,8 cm. Elle fut introduite au Louvre en 1907 et possède les mêmes caractéristiques que la statue précédente (ronde-bosse et quartzite égyptien).

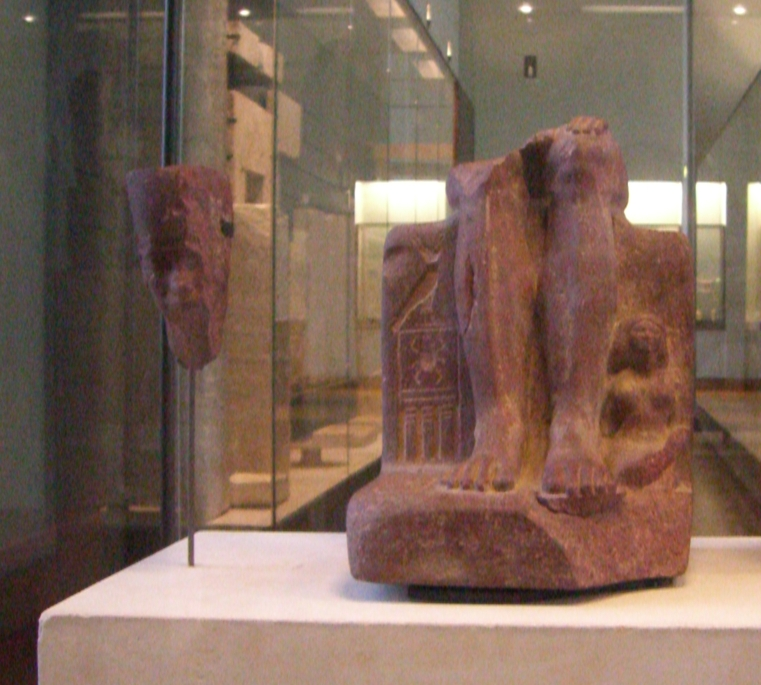
Fragments de la statue humaine de Djédefrê
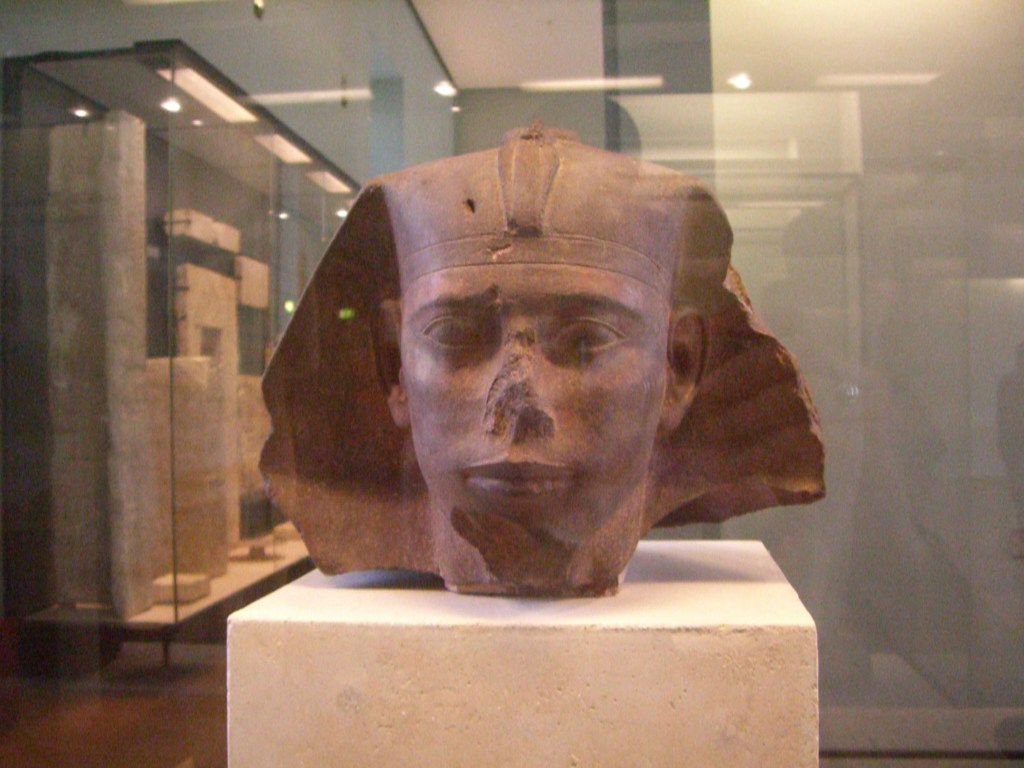
Tête de Djédefrê

## Sépulture
Djédefrê poursuivit son déplacement vers le nord, en construisant sa pyramide (aujourd'hui en ruines) à Abou Rawash, à environ huit kilomètres au nord de Gizeh. C'est la partie la plus septentrionale de la nécropole memphite.
Certains croient que le sphinx de sa femme, Hétep-Hérès II, fut le premier sphinx créé. Il faisait partie du complexe pyramidal de Djédefrê à Abou Rawash.
Alors que les égyptologues pensaient auparavant que sa pyramide sur le site fortement dénudé d'Abou Rawash - quelque huit kilomètres au nord de Gizeh - était inachevée à sa mort, des fouilles plus récentes de 1995 à 2005 ont établi qu'elle était effectivement terminée. Les preuves les plus récentes indiquent plutôt que son complexe pyramidal a été largement pillé dans les périodes ultérieures alors que les statues du roi ont été détruites vers le IIe siècle de notre ère.
En raison du mauvais état du monument, seules de petites traces de son complexe mortuaire ont été trouvées ; sa chaussée pyramidale s'est avérée s'étendre du nord au sud plutôt que de l'est à l'ouest, plus conventionnelle, et aucun temple de vallée n'a été trouvé. Seul le plan grossier de son temple mortuaire en briques de terre cuite a été tracé - avec quelques difficultés - à l'endroit habituel sur la face est de la pyramide.